# Micrurus tamaulipensis
Micrurus tamaulipensis là một loài rắn trong họ Rắn hổ. Loài này được Lavin-Murcio & Dixon mô tả khoa học đầu tiên năm 2004.